# Медресе Саид Ахмад-Ходжа
Медресе Саид Ахмад-Ходжа (узб. Sayyid Ahmadxo'ja madrasasi) — медресе в Маргилане (Узбекистан), воздвигнутое в конце XIX века. Закрыто при Советской власти. После распада СССР и обретением Узбекистаном независимости территория вокруг медресе была благоустроена. Реконструировано в 2017 году. Архитектурный памятник входит в «Национальный перечень объектов недвижимости материального культурного наследия Узбекистана». В настоящее время в нём располагается центр национальных ремёсел. Его мечеть считается одной из немногих в Ферганской долине, где сплошь орнаментирован потолок айвана и зала, причём характер декора в ней различен.
Медресе одноэтажное. Квадратный двор медресе (32,5х32,5 метров) по периметру окружён 26 худжрами, перекрытыми сводами балхи. В его северно-западном углу возведена асимметричная мечеть с односторонним айваном. Мечеть построена из жжёного кирпича. Её стены, учитывая местные сейсмические условия, укреплены двухрядным деревянным каркасом. В решении конструкции перекрытий зала (14х7 метров) мечети прослеживается влияние русской архитектуры: он перекрыт деревянными фермами, к которым подвешен потолок, что позволило обойтись в интерьере без вертикальных опор. Традиционное плоское балочное перекрытие айвана поддерживают 4 колонны, поставленные в два ряда.